# تانلی ماکلا
تانلی ماکلا (فنلاندی: Taneli Mäkelä؛ زادهٔ ۱۰ مارس ۱۹۵۹) بازیگر اهل فنلاند است.
از فیلم‌ها یا سریال‌های تلویزیونی که وی در آن نقش داشته‌است، می‌توان به جنگ زمستان، هابیت‌ها و مومین‌ها و تعقیب ستاره دنباله‌دار اشاره کرد.